# Pakpoom Lato
Pakpoom Lato (thailändisch ภาคภูมิ ลาโต, * 1. September 1999 in Chiang Rai) ist ein thailändischer Fußballspieler.

## Karriere
Pakpoom Lato spielte bis 2019 für die Drittligisten Lamphun Warriors FC, Surat Thani FC, BTU S.Boonmeerit United FC und den Chiangrai Lanna FC. 2020 verpflichtete ihn der PT Prachuap FC. Der Verein aus Prachuap spielte in der ersten Liga, der Thai League. Sein Profidebüt gab er am 18. Februar 2021 im Auswärtsspiel beim Chonburi FC. Hier wurde er in der 87. Minute für Seeket Madputeh eingewechselt. Lato stand dreimal in der ersten Liga für PT auf dem Rasen. Im August 2022 unterschrieb er einen Vertrag beim Zweitligisten Raj-Pracha FC. Am Ende der Saison 2022/23 musste er mit dem Hauptstadtverein in die dritte Liga absteigen. Nach dem Abstieg und 14 Zweitligaspielen wechselte er im Juli 2023 zum Zweitligisten Phrae United FC. Für den Verein aus Phrae bestritt er vier Zweitligaspiele. Im Dezember 2023 wurde sein Vertrag nicht verlängert. Im gleichen Monat verpflichtete ihn der Drittligist Pattani FC. Mit dem Verein aus Pattani spielte er fünfmal in der Southern Region der Liga. Der Zweitligist Chanthaburi FC nahm ihn im Juli 2024 unter Vertrag. Nachdem er bei dem Verein aus Chanthaburi nicht zum Einsatz gekommen war, wurde sein Vertrag im Januar 2025 nicht verlängert. Im gleichen Monat unterschrieb er einen Vertrag beim Drittligisten Royal Thai Army FC. Der Verein spielt in der Western Region der Lia.